# Moraceae
Moraceae este o familie in care iau parte mai multe plante. https://upload.wikimedia.org/wikipedia/commons/thumb/5/5a/Castilla_elastica_-_K%C3%B6hler%E2%80%93s_Medizinal-Pflanzen-174.jpg/220px-Castilla_elastica_-_K%C3%B6hler%E2%80%93s_Medizinal-Pflanzen-174.jpg